# Elbigenalp
Elbigenalp is een gemeente in het district Reutte in de Oostenrijkse deelstaat Tirol.
Naast het gelijknamige dorp bestaat de gemeente uit de dorpjes Köglen, Obergiblen, Untergiblen, Obergrünau en Untergrünau. Elbigenalp ligt halverwege het Lechtal, precies tussen Bach en Häselgehr in.
Door de gemeente stroomt de rivier de Lech. Deze scheidt Obergiblen van de zuidwestelijk gelegen gemeente Bach, stroomt vervolgens ten noorden van Obergrünau en ten zuiden van Untergiblen en Elbigenalp langs.
De naam is afkomstig van eelbigen Alpe, op Hoogduits elmige Alpe, wat met iepen begroeide bergweide betekent. Elbigenalp werd in 1312 voor het eerst in een oorkonde vermeld. Sindsdien vormt het een politiek en kerkelijk middelpunt van de grote parochie Lechtal. Elbigenalp staat bekend om zijn huizen versierd met fresco's en stucco, welke herinneren aan de metselaars en stukadoren die ook in het buitenland werkzaam waren.

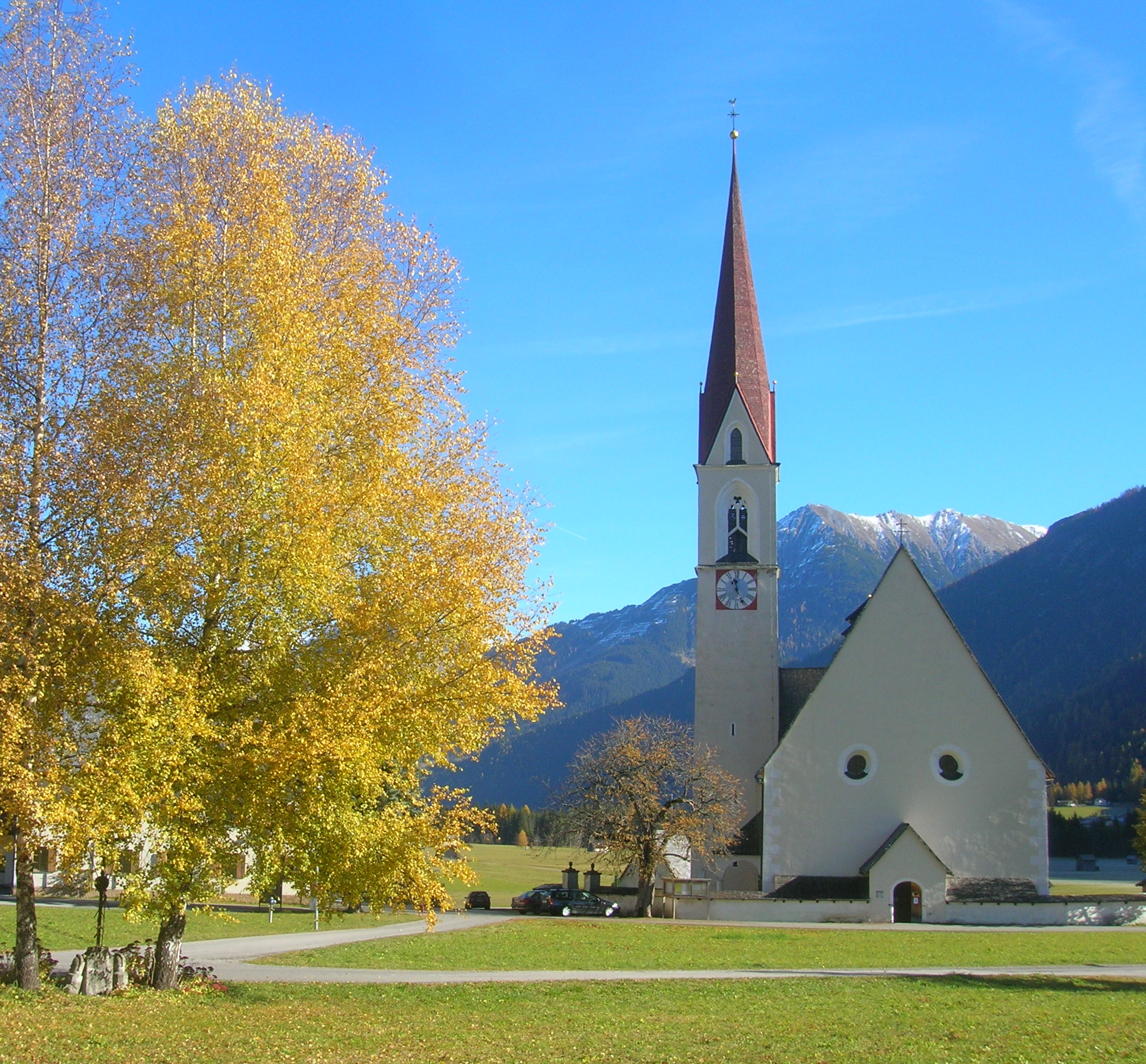
De parochiekerk van Elbigenalp

Elbigenalp is verder bekend geworden door zijn houtsnijkunst. Sinds 1951 staat hier de enige Oostenrijkse school voor houtbewerking.
In 1840 werd hier de portret- en bloemenschilderes Anna Stainer-Knittel geboren. Zij werd bekend onder de naam Geierwally en gold als een vroeg voorbeeld van de vrouwenemancipatie. Haar leven diende als basis voor de roman Die Geierwally van de Duitse schrijfster Wilhelmine von Hillern.De rodelbaan Wally-Blitz is er van afgeleid.